# الشبكة العصبية للتأخير الزمني

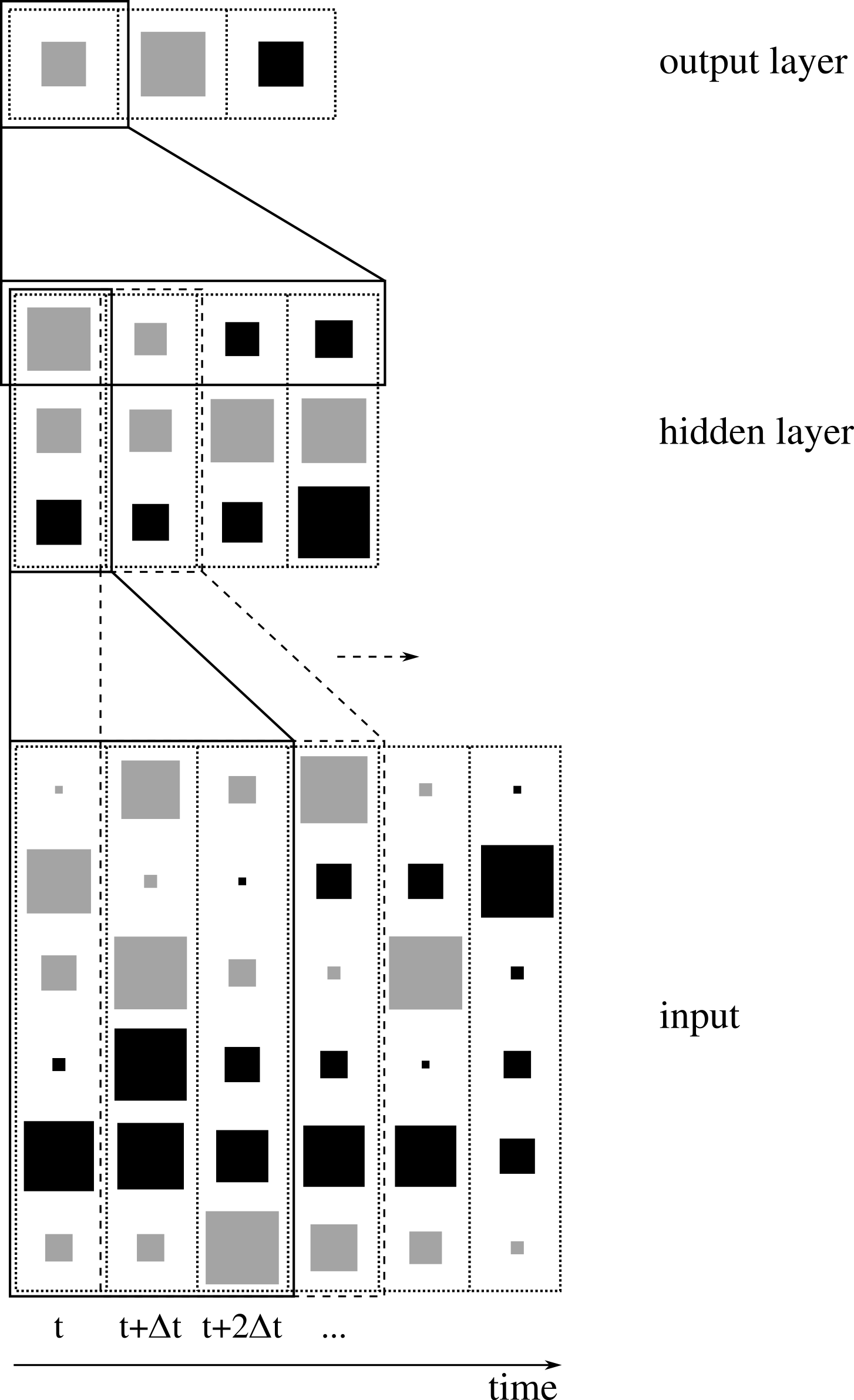
الشبكة العصبية للتأخير الزمني

الشبكة العصبية للتأخير الزمني هي شبكة عصبية صناعية متعددة الطبقات، تستخدم نافذة زمنية على طبقة المعطيات المرتبطة بالزمن.
هدف الشبكة هو التعرف مثلاً على النماذج بشكل مستقل عن الزمن، مثل التعرف على الكلام.

## البنية
تستخدم نافذة ثابتة تمر على عدد من الأطر الزمنية، 10 ميلي ثانية لكل إطار مثلاً. يحمل كل إطار قيماً ليشكل اسطر مصفوفة مدخل العصبون. حيث يشكل كل اطار زمني عمود في المصفوفة.